# Január 5.
Január 5. az év 5. napja a Gergely-naptár szerint. Az évből még 360 (szökőévekben 361) nap van hátra.
Névnapok:Simon + Amadil, Amáta, Árpád, Dalia, Dalton, Deli, Ében, Ede, Eduárd, Edvárd, Ellák, Emili, Emília, Emiliána, Gáspár, Gazsó, Simeon, Sion, Talamér, Táltos

## Események

### Politikai események
- 1849 – Görgey honvédserege Vác irányában kivonul Pest-Budáról. Windisch-Grätz császári csapatai elfoglalják a kiürített fővárost.
- 1911 – A Monacói Hercegségben elfogadják az alkotmányt, a törpe ország államformája: alkotmányos monarchia.
- 1981 – Az iráni hadsereg ellentámadást indít Susangerd körzetében, azonban a megszálló iraki erőkkel szemben csúfos kudarcot vall.
- 1985 – Befejeződik a Mózes hadművelet, melynek során körülbelül 8000 etiópiai zsidót szállítottak Szudánból közvetlenül Izraelbe.
- 1991 – Pannonhalmi főapáttá választják Várszegi Asztrikot.[1]

### Tudományos és gazdasági események
- 1896 – Wilhelm Conrad Röntgen felfedezéséről szóló hír megjelenik a bécsi  Neue Freie Presse újságban
- 1972 – Richard Nixon jóváhagyja a Space Shuttle végső terveit és elrendeli űrrepülőgépek megépítését

### Kulturális események
- 1868 – Megjelenik a Borsszem Jankó című élclap

#### Zenei események
- 1875 - Megnyit a párizsi opera a Palais Garnier.

### Egyéb események
- 1964 – 15 Celsius fokot mértek az Antarktiszon, amely hőmérsékleti rekordnak számít.[2]
- 2020 – A kínai hatóságok közlik, hogy az országban egy új típusú koronavírus ütötte fel fejét. A vírust 2019 végén mutatták ki először, de a kínai kormány ezt hetekig titkolta. Ezzel járvány indul az országban. A vírus napok alatt a világ minden kontinensén, több országban is megjelent.[3][4]

## Születések
- 1592 – Sáh Dzsahán az indiai mogul dinasztia ötödik uralkodója, († 1666)
- 1761 – Diószegi Sámuel magyar református lelkész, botanikus († 1813)
- 1786 – Thomas Nuttall angol botanikus és zoológus, az Amerikai Egyesült Államokban élt és dolgozott († 1859)
- 1811 – Csáky Rudolf főispán († 1887)
- 1827 – Haan Antal magyar festőművész († 1888)
- 1838 – Camille Jordan francia matematikus († 1922)
- 1846 – Rudolf Eucken Nobel-díjas német filozófus († 1926)
- 1855 – King C. Gillette amerikai üzletember, a cserélhető borotvapenge feltalálója († 1932)
- 1871 – Gino Fano olasz matematikus, († 1952)
- 1874 – Joseph Erlanger Nobel-díjas amerikai fiziológus († 1965)
- 1881 – Fáy István magyar jogász, szolgabíró, főispán, közoktatásügyi államtitkár († 1953)
- 1883 – Sztójay Döme magyar miniszterelnök († 1946)
- 1890 – Sztojanovits Adrienne hangverseny-énekesnő, énektanár, karvezető, († 1976)
- 1913 – Molnár István magyar vízilabdázó, olimpiai bajnok († 1983)
- 1914 – 
  - Straub F. Brunó magyar biokémikus, akadémikus, a Magyar Népköztársaság Elnöki Tanácsának utolsó elnöke († 1996)
  - Tihanyi Károly magyar-latin szakos tanár († 2006)
- 1919 – Balla Pál magyar munkás, az 1956-os forradalom utáni megtorlás egyik gyóni áldozata († 1957)
- 1920 – André Simon francia autóversenyző († 2012)
- 1921 – Friedrich Dürrenmatt svájci író († 1990)
- 1925 – Gyenes Magda magyar színésznő († 2017)
- 1928
  - Tusa Erzsébet magyar zongoraművész, zenetanár († 2017)
  - Walter Mondale amerikai politikus, az Amerikai Egyesült Államok 42. alelnöke (1977-1981) († 2021)
- 1931 – Alfred Brendel osztrák zongoraművész
- 1931 – Robert Duvall amerikai filmszínész, rendező
- 1932 – Umberto Eco olasz író irodalomtörténész, esztéta († 2016)
- 1932 – Raisza Makszimovna Gorbacsova a volt szovjet elnök, Gorbacsov felesége, († 1999)
- 1934 – Láng József Jászai Mari-díjas magyar színész, szinkronszínész
- 1938 – Móricz Ildikó magyar színésznő († 2013)
- 1938 – Keith Greene brit autóversenyző († 2021)
- 1941 – Málnay Levente Balázs Béla-díjas magyar film- és színházi rendező, forgatókönyvíró
- 1941 – Mijazaki Hajao japán rajzfilmrendező, író
- 1942 – Kiss Ferenc magyar birkózó († 2015)
- 1944 – Schütz Ila Jászai Mari-díjas magyar színésznő († 2002)
- 1946 – Diane Keaton Oscar-díjas amerikai színésznő
- 1948 – Perényi Miklós kétszeres Kossuth-díjas magyar csellóművész, a nemzet művésze
- 1954 – Krasznahorkai László Kossuth-díjas magyar író
- 1959 – Clancy Brown amerikai színész
- 1966 – Csengeri Ottilia magyar színésznő
- 1968 – Giorgi Baramidze grúz politikus, miniszterelnök-helyettes
- 1969 – Marilyn Manson amerikai énekes, zenész, producer
- 1973 – Nagy Zopán magyar költő, író, fotográfus
- 1975 – Bradley Cooper amerikai színész
- 1978 – Franck Montagny francia autóversenyző
- 1982 – Jaroslav Plašil cseh labdarúgó
- 1986 – Roman Novotný cseh atléta
- 1988 – Farkas Dénes magyar színész
- 1989 – Németh Krisztián magyar labdarúgó

## Halálozások
- 1173 – IV. Boleszláv lengyel fejedelem (* 1120 vagy 1121)
- 1477 – Károly burgundi herceg[5] (* 1433)
- 1589 – Medici Katalin francia királyné, (* 1519)
- 1858 – Joseph Wenzel Radetzky gróf, osztrák császári tábornagy (* 1766)
- 1890 – Ligeti Antal magyar festőművész (* 1823)
- 1904 – Felix Philipp Kanitz magyar származású osztrák műtörténész, térképész, régész és etnográfus (* 1829)
- 1910 – Petelei István magyar író, újságíró (* 1852)
- 1910 – Léon Walras francia közgazdász (* 1834)
- 1913 – Louis-Paul Cailletet francia fizikus, (* 1832)
- 1922 – Ernest Shackleton ír születésű brit felfedező, sarkkutató (* 1874)
- 1933 – Calvin Coolidge az Amerikai Egyesült Államok 30. elnöke (* 1872)
- 1970 – Max Born Nobel-díjas német fizikus, (* 1882)
- 1970 – Sylvie francia színésznő (* 1883)
- 1974 – Illés Béla magyar író, újságíró (* 1895)
- 1976 – Takács Károly kétszeres olimpiai bajnok sportlövő (* 1910)
- 1998 – Bánki Zsuzsa magyar színművésznő (* 1921)
- 1998 – Bartha László Kossuth-díjas magyar festőművész, könyvillusztrátor, díszlettervező (* 1908)
- 2000 – Ottis Stine amerikai autóversenyző (* 1908)
- 2008 – Edward Klosinski lengyel operatőr (* 1943)
- 2009 – Richard Seaver amerikai műfordító, szerkesztő, könyvkiadó (* 1926)
- 2011 – Gyólay Viktória Jászai Mari-díjas magyar színésznő, a Kecskeméti Katona József Nemzeti Színház örökös tagja (* 1927)
- 2012 – Alekszandr Alekszejevics Szizonyenko orosz kosárlabdázó (* 1958)
- 2014 – Eusébio aranylabdás portugál labdarúgó (* 1942)
- 2014 – Senkálszky Endre magyar színész, érdemes művész (* 1914)
- 2014 – Zámori László magyar színész (* 1922)
- 2016 – Vándor Kálmán magyar sportújságíró, dalszövegíró (* 1922)

## Nemzeti ünnepek, emléknapok, világnapok
- Vízkereszt előestéje (az angolszász országokban Twelfth Night). Ilyenkor szentelik fel a szentelt vizet és a tömjént a katolikus papok a templomokban.
- Spanyolország (és Mexikó egyes területei): a Háromkirályok felvonulása (Cabalgata de Reyes Magos) - hagyományos népünnepély